# 시비르 칸국
시비르 칸국(러시아어: Сибирское ханство, 타타르어: Себер ханлыгы, Seber xanlığı; Себер йорты, Seber yortı)은 15세기부터 16세기말까지 서시베리아에 있던 투르크계 국가였다. 당시의 인구는 시베리아 타타르족, 한티인, 만시인, 네네츠인과 셀쿠프인으로 구성되었다.
1440년대에 킵차크 한국이 분열하고, 성립한 한국 중 하나(그 밖에 카잔 한국, 아스트라한 한국, 크림 한국)였다. 이르티시강가의 이스케르(Isker, 또는 카실리크 Kashlik, 지금의 토볼스크부근)를 수도로 정했다.
16세기 후반에는, 동방으로 확장시키고 있던 러시아 제국과 충돌했고 1582년에 예르마크의 코사크군이 수도를 점령했다. 그 후에도 마지막 군주 쿠춤 칸이 계속 저항을 했지만, 1585년에 예르마크가 전사한 경우에도 러시아의 공격은 계속되어 결국, 1598년에 멸망했다.
튜멘이나 토볼스크 등 서시베리아에 있는 대부분의 도시가, 시비리 칸국의 시대에 건설되었다. 시베리아라는 이름은 시비리 칸국의 이름에서 유래되었다.

## 같이 보기
- 러시아의 시베리아 정복